# Willie Henderson
Willie Henderson (Pensacola, 9 augustus 1941) is een Amerikaanse r&b/soul-saxofonist.

## Jeugd
Henderson verhuisde als kind met zijn familie naar Chicago en begon baritonsaxofoon te spelen. Hij speelde op 20-jarige leeftijd met plaatselijke artiesten als Otis Rush, Syl Johnson, Alvin Cash en Harold Burrage en ging werken bij Brunswick Records in 1968 als orkestleider van het studiolabel.

## Carrière
Henderson en producent Carl Davis deden arrangementen voor onder andere The Chi-Lites, Jackie Wilson, Tyrone Davis en Barbara Acklin. Henderson speelde op veel van deze opnamen en deed zelf ook productiewerk, speciaal voor Tyrone Davis, waarmee hij een reeks r&b en Billboard Hot 100-hits had tijdens de late jaren 1960 en de vroege jaren 1970 bij Dakar, een dochterbedrijf van Brunswick Records.
Henderson bracht ook diverse singles uit, waaronder Funky Chicken (part 1) als Willie Henderson & the Soul Explosions (#22 r&b, #91 pop), het instrumentale Dancemaster, Break Your Back en Gangster Boogie Bump (allen 1974) bij Playboy Records. Hij bracht in 1970 en 1974 ook twee albums uit bij Brunswick Records.
Henderson verliet Brunswick Records en begon zelfstandig te werken als producent. Hij produceerde de groep Essence voor Epic Records en de voormalige Brunswick-zangeres Barbara Acklin voor Capitol Records en ging tijdens de jaren 1980 verder met produceren en het soms zelf uitbrengen van singles bij zijn eigen label NowSound. Hij richtte in 1999 de Chicago Music Organization op en treedt nog steeds af en toe op in de omgeving van Chicago.

## Discografie
Met Donny Hathaway
- 1970: Everything Is Everything (Atco)

Met Eddie Harris
- 1972: Eddie Harris Sings the Blues (Atlantic)

- Library of Congress Control Number: n2015037700
- MusicBrainz: bbe51cb3-e79b-4343-a403-2b25f7163151
- Virtual International Authority File: 316547583
- WorldCat: E39PBJbRqrRRwFK9DpFvVDwDMP